# Ablaufkalender
Ein Ablaufkalender ist eine Aufstellung von spezifischen Tätigkeiten und Handlungen, die vor einem Ereignis festgelegt wurden. Sie dienen dazu, dass eine Situation effektiv und umfassend kontrolliert wird, und der Ablauf überschaubar ist. 
Er zählt zur Internen Kommunikation innerhalb einer Organisation, hat aber auch eine Außenwirkung bei ressortübergreifenden Anlässen. Mit Kalender ist hier die Uhrzeit im Zusammenhang mit dem Ablauf zu verstehen, nicht der Tages- oder Wochenkalender. 
Ablaufkalender sind bei großen Veranstaltungen wie Kongressen, Umzüge, Demonstrationen, Aktionärsversammlungen usw. üblich.
Beispiel:
Ablaufkalender bei einer Einweihung eines neuen Gebäudes
- 10:00 Uhr: Besprechung
- 10:30 Uhr: Abgehen des geplanten Rundgangs
- 11:00 Uhr: Beginn der Veranstaltung, Festreden, Einweihung, Rundgang
- 12:00 Uhr: Fototermin, Pressegespräch